# 珲春口岸
珲春口岸又称长岭子口岸，是中華人民共和國吉林省珲春市的一個口岸，屬於國家一類口岸，占地面积2万平方米，距珲春市区15公里，对面是俄罗斯滨海边疆区哈桑区克拉斯基诺口岸，西南隔图们江与北韓相望，是吉林省唯一对俄罗斯开放的陆路口岸。该口岸距俄羅斯波谢特港42公里，距俄羅斯扎鲁比诺港71公里，距海參崴170公里。1988年5月，中國国务院批准开放珲春口岸为边境贸易口岸。1993年4月，中國国务院批准该口岸为国际客货运输（一类）口岸。1993年4月，中國国务院批准该口岸为国际客货运输口岸。1996年开通了由珲春口岸经俄罗斯扎鲁比诺港至日本伊予三岛的陆海联运航线。1999年8月18日开通了珲春—波谢特港一秋田市集装箱陆海联运航线。2000年4月30日开通了珲春一扎鲁比诺港一束草市陆海联运客货班轮航线。同时，还开通了珲春一罗津—釜山定期集装箱航线以及至海參崴等地旅游线路。2000年8月15日，珲春联检大楼动工兴建。
2023年1月8日，随着乙类乙管措施实施，因2019冠状病毒病疫情暂停客运将近3年的珲春口岸恢复客运通关功能。
- 珲春口岸正门